# Commaladera setulifera
Commaladera setulifera är en skalbaggsart som beskrevs av Frey 1975. Commaladera setulifera ingår i släktet Commaladera och familjen Melolonthidae. Inga underarter finns listade i Catalogue of Life.